# Port Comercial-La Factoria (métro de Barcelone)
Port Comercial | La Factoria est une station de la ligne 10 du métro de Barcelone.

## Situation sur le réseau
La station se situe sur le viaduc de la rue A de la Zone franche de Barcelone, comme toutes celles du tronçon entre Zona Franca et Riu Vell.

## Histoire
La station entre en service le 7 novembre 2021, à l'occasion d'une prolongation de la trame sud de la ligne 10, avec six mois de retard sur la date initialement annoncée.

## Services aux voyageurs

### Accès et accueil
La station est située au-dessus du sol. Elle dispose de deux voies avec un quai central.